# Ray Megson
Ray Megson (ur. 1945 w Sheffield) – szkocki prawnik i międzynarodowy sędzia rugby union. Sędziował w szkockich rozgrywkach ligowych, europejskich pucharach, a także w rozgrywkach reprezentacyjnych, w tym w inauguracyjnym Pucharze Świata w rugby 7.
Urodził się w angielskim Sheffield, wkrótce jednak rodzina przeniosła się do Australii. Tam zaczął grać w rugby w wieku pięciu lat. Po rozwodzie rodziców, który nastąpił, gdy miał dwanaście lat, został wysłany do Szkocji. Uczęszczał tam do Douglas Ewart High School w Newton Stewart, gdzie uprawiał lekkoatletykę. Ukończył następnie prawo na Uniwersytecie Edynburskim. Pracował jako radca prawny i adwokat, zakładając własną praktykę, jednocześnie był właścicielem firmy zarządzającej nieruchomościami.
Grał na pozycji środkowego lub łącznika ataku w drużynach reprezentujących Wigtownshire, Musselburgh oraz w klubie Edinburgh Wanderers. Z zespołem tym zwyciężył w turnieju Amsterdam Sevens w 1976 roku. Rok później kontuzja ramienia zakończyła jego karierę zawodniczą. Nie chcąc stracić kontaktu z tą dyscypliną, zajął się sędziowaniem i już w 1978 roku powrócił do Amsterdamu jako arbiter zawodów. Do międzynarodowego panelu sędziów IRFB dołączył w 1985 roku.
Na przełomie lat osiemdziesiątych i dziewięćdziesiątych był jednym ze szkockich arbitrów międzynarodowych. Jego pierwszym meczem międzypaństwowym był pojedynek Anglia–Walia w ramach Pucharu Pięciu Narodów 1987. Sędziował również spotkania Pucharu Trzech Narodów oraz Pucharu Świata 1993.
Na poziomie klubowym był arbitrem w szkockich rozgrywkach ligowych oraz europejskich pucharach – Pucharze Heinekena i European Challenge Cup
Zasiadał we władzach Szkockiego Związku Rugby jako przedstawiciel sędziów. W 2005 roku, po aferze związanej z wypłynięciem poufnych dokumentów ze związku, nasiliła się presja na rezygnację Megsona. Próbował następnie odzyskać to stanowisko w kolejnych wyborach, które jednak przegrał.